# Giro di Polonia 2002
Il Giro di Polonia 2002, cinquantanovesima edizione della corsa, si svolse dal 9 al 15 settembre 2002 su un percorso di 1273 km ripartiti in 8 tappe, con partenza da Danzica e arrivo a Karpacz. Fu vinto dal francese Laurent Brochard della Jean Delatour davanti al polacco Tomasz Brozyna e al polacco Marek Rutkiewicz.

## Tappe
| Tappa  | Data         | Percorso                                   | km    | Vincitore di tappa | Leader cl. generale |
| ------ | ------------ | ------------------------------------------ | ----- | ------------------ | ------------------- |
| 1ª     | 9 settembre  | Danzica > Sopot                            | 178   | Robert Hunter      | Robert Hunter       |
| 2ª     | 10 settembre | Gdynia > Koszalin                          | 246,5 | Andrus Aug         | Robert Hunter       |
| 3ª     | 11 settembre | Kołobrzeg > Stettino                       | 178   | Janek Tombak       | Robert Hunter       |
| 4ª     | 12 settembre | Stargard Szcz > Zielona Góra               | 256   | Remigius Lupeikis  | Martin Hvastija     |
| 5ª     | 13 settembre | Kozuchów > Szklarska Poręba                | 185   | Franco Pellizotti  | Franco Pellizotti   |
| 6ª     | 14 settembre | Piechowice > Karpacz                       | 150   | Cezary Zamana      | Cezary Zamana       |
| 7ª     | 15 settembre | Jelenia Góra > Karpacz                     | 61    | Laurent Brochard   | Laurent Brochard    |
| 8ª     | 15 settembre | Jelenia Góra > Karpacz (cron. individuale) | 19    | Ondrej Sosenka     | Laurent Brochard    |
| Totale | Totale       | Totale                                     | 1273  |                    |                     |

## Dettagli delle tappe

### 1ª tappa
- 9 settembre: Danzica > Sopot – 178 km

| Pos. | Corridore          | Squadra    | Tempo    |
| ---- | ------------------ | ---------- | -------- |
| 1    | Robert Hunter      | Mapei      | 4h02'20" |
| 2    | Marcin Lewandowski | Mikomax    | s.t.     |
| 3    | Jacek Mickiewicz   | CCC-Polsat | s.t.     |

| Pos. | Corridore         | Squadra | Tempo    |
| ---- | ----------------- | ------- | -------- |
| 1    | Robert Hunter     | Mapei   | 4h02'10" |
| 2    | Alexis Nakazniy   | Mikomax | a 2"     |
| 3    | Kazimierz Stafiej | Mroz    | a 3"     |

### 2ª tappa
- 10 settembre: Gdynia > Koszalin – 246,5 km

| Pos. | Corridore         | Squadra  | Tempo    |
| ---- | ----------------- | -------- | -------- |
| 1    | Andrus Aug        | De Nardi | 5h14'26" |
| 2    | Robert Hunter     | Mapei    | s.t.     |
| 3    | Remigius Lupeikis | Mroz     | s.t.     |

| Pos. | Corridore         | Squadra       | Tempo    |
| ---- | ----------------- | ------------- | -------- |
| 1    | Robert Hunter     | Mapei         | 9h16'30" |
| 2    | Andrus Aug        | De Nardi      | a 6"     |
| 3    | Marek Maciejewski | Servisco-Koop | a 8"     |

### 3ª tappa
- 11 settembre: Kołobrzeg > Stettino – 178 km

| Pos. | Corridore       | Squadra | Tempo    |
| ---- | --------------- | ------- | -------- |
| 1    | Janek Tombak    | Cofidis | 3h59'40" |
| 2    | Martin Hvastija | Alessio | s.t.     |
| 3    | Andrea Tafi     | Mapei   | s.t.     |

| Pos. | Corridore       | Squadra | Tempo     |
| ---- | --------------- | ------- | --------- |
| 1    | Robert Hunter   | Mapei   | 13h16'10" |
| 2    | Janek Tombak    | Cofidis | a 6"      |
| 3    | Martin Hvastija | Alessio | a 10"     |

### 4ª tappa
- 12 settembre: Stargard Szcz > Zielona Góra – 256 km

| Pos. | Corridore            | Squadra | Tempo    |
| ---- | -------------------- | ------- | -------- |
| 1    | Remigius Lupeikis    | Mroz    | 5h49'45" |
| 2    | Martin Hvastija      | Alessio | a 2"     |
| 3    | Raimondas Vilcinskas | Mroz    | a 9"     |

| Pos. | Corridore            | Squadra | Tempo    |
| ---- | -------------------- | ------- | -------- |
| 1    | Martin Hvastija      | Alessio | 5h49'45" |
| 2    | Remigius Lupeikis    | Mroz    | a 2"     |
| 3    | Raimondas Vilcinskas | Mroz    | a 9"     |

### 5ª tappa
- 13 settembre: Kozuchów > Szklarska Poręba – 185 km

| Pos. | Corridore         | Squadra       | Tempo    |
| ---- | ----------------- | ------------- | -------- |
| 1    | Franco Pellizotti | Alessio       | 4h19'06" |
| 2    | Laurent Brochard  | Jean Delatour | a 1'02"  |
| 3    | Richard Virenque  | Domo          | a 1'03"  |

| Pos. | Corridore         | Squadra       | Tempo     |
| ---- | ----------------- | ------------- | --------- |
| 1    | Franco Pellizotti | Alessio       | 23h30'53" |
| 2    | Laurent Brochard  | Jean Delatour | a 28"     |
| 3    | Slawomir Kohut    | Amore & Vita  | a 1'06"   |

### 6ª tappa
- 14 settembre: Piechowice > Karpacz – 150 km

| Pos. | Corridore        | Squadra      | Tempo    |
| ---- | ---------------- | ------------ | -------- |
| 1    | Cezary Zamana    | CCC-Polsat   | 3h55'29" |
| 2    | Tomasz Brozyna   | iBanesto.com | a 5"     |
| 3    | Richard Virenque | Domo         | a 46"    |

| Pos. | Corridore      | Squadra      | Tempo     |
| ---- | -------------- | ------------ | --------- |
| 1    | Cezary Zamana  | CCC-Polsat   | 27h27'34" |
| 2    | Slawomir Kohut | Amore & Vita | a 1"      |
| 3    | Tomasz Brozyna | iBanesto.com | a 6"      |

### 7ª tappa
- 15 settembre: Jelenia Góra > Karpacz – 61 km

| Pos. | Corridore          | Squadra       | Tempo    |
| ---- | ------------------ | ------------- | -------- |
| 1    | Laurent Brochard   | Jean Delatour | 1h37'32" |
| 2    | Ivajlo Gabrovski   | FDJ           | a 46"    |
| 3    | Kurt Van De Wouwer | Lotto-Adecco  | a 48"    |

| Pos. | Corridore        | Squadra       | Tempo     |
| ---- | ---------------- | ------------- | --------- |
| 1    | Laurent Brochard | Jean Delatour | 29h05'31" |
| 2    | Marek Rutkiewicz | Cofidis       | a 1'10"   |
| 3    | Cezary Zamana    | CCC-Polsat    | s.t.      |

### 8ª tappa
- 15 settembre: Jelenia Góra > Karpacz (cron. individuale) – 19 km

| Pos. | Corridore           | Squadra    | Tempo  |
| ---- | ------------------- | ---------- | ------ |
| 1    | Ondrej Sosenka      | CCC-Polsat | 30'59" |
| 2    | Andrej Teterjuk     | CCC-Polsat | a 27"  |
| 3    | Frank Vandenbroucke | Domo       | a 34"  |

| Pos. | Corridore        | Squadra       | Tempo     |
| ---- | ---------------- | ------------- | --------- |
| 1    | Laurent Brochard | Jean Delatour | 29h38'21" |
| 2    | Tomasz Brozyna   | iBanesto.com  | a 19"     |
| 3    | Marek Rutkiewicz | Cofidis       | a 25"     |

## Classifiche finali

### Classifica generale
| Pos. | Corridore           | Squadra              | Tempo     |
| ---- | ------------------- | -------------------- | --------- |
| 1    | Laurent Brochard    | Jean Delatour        | 29h38'21" |
| 2    | Tomasz Brozyna      | iBanesto.com         | a 19"     |
| 3    | Marek Rutkiewicz    | Cofidis              | a 25"     |
| 4    | Frank Vandenbroucke | Domo-Farm Frites     | a 35"     |
| 5    | Ondrej Sosenka      | CCC-Polsat           | a 38"     |
| 6    | Cezary Zamana       | CCC-Polsat           | a 49"     |
| 7    | Slawomir Kohut      | Amore & Vita-Beretta | a 1'41"   |
| 8    | Benoît Poilvet      | Crédit Agricole      | a 2'01"   |
| 9    | Volodymyr Hustov    | Fassa Bortolo        | a 2'22"   |
| 10   | Richard Virenque    | Domo-Farm Frites     | a 2'28"   |